# 拓跋六修
拓跋六修（？—316年），鲜卑名宥六须，又作宾六须，鲜卑拓跋部首领拓跋猗卢的长子，少年凶悖。拓跋猗卢五年，派遣六修为前锋，与辅相卫雄、范班及姬澹等救援西晋并州刺史刘琨。拓跋猗卢统大兵为后继。汉赵皇子刘粲害怕，焚烧辎重，突围逃走。拓跋六修纵骑追击，杀伤甚众。拓跋猗卢在寿阳山大猎，陈阅皮肉，山为变赤。
晋怀帝被匈奴汉帝刘聪所擒获，拓跋猗卢遣六脩与侄子拓跋普根率精骑援助刘琨。开始，猗卢宠爱少子拓跋比延，欲立他为后。拓跋六修出居到新平城，废黜六修之母。六修有骅骝骏马，日行五百里，拓跋猗卢想把他给比延。后来六修来朝，拓跋猗卢又命六修拜比延，六修不从。
拓跋猗卢让比延坐自己所乘步辇，使人导从出游。六修看见，以为是父亲，拜伏在路左，到了之后，一看是比延，惭怒而走。拓跋猗卢召他，他不回还。拓跋猗卢大怒，率众讨伐他。拓跋猗卢战败，六修杀比延。拓跋猗卢改微服藏到民间，被贫妇认出，遂被杀害。拓跋普根先守于外，闻叔父遇难，率众来攻灭拓跋六修。

## 延伸阅读
[在维基数据编辑]
 《魏書·卷14》，出自魏收《魏书》